# Robert Hunter (remer)
Robert Hunter   (Kaslo, 27 d'abril de 1904 - Comtat d'Orange, 25 de març de 1950) fou un remer canadenc que va competir durant la dècada de 1920.
El 1924 va prendre part en els Jocs Olímpics de París, on guanyà la medalla de plata en la prova del vuit amb timoner del programa de rem.
Hunter es va graduar a la Universitat de Toronto en 1925 i fou entrenador de rem durant la dècada de 1930.